# Réjeanne Padovani
Réjeanne Padovani è un film del 1973 diretto da Denys Arcand.